# Brudgummen
Brudgummen är en sjö i Fagersta kommun i Västmanland och ingår i Norrströms huvudavrinningsområde.